# Appelhülsen
Appelhülsen ist einer der vier Ortsteile der Gemeinde Nottuln im Kreis Coesfeld in Nordrhein-Westfalen. Bis Ende 1974 war Appelhülsen eine eigenständige Gemeinde.

## Geschichte
1022 erstmals urkundlich erwähnt, entstand das Dorf Appelhülsen um den Haupthof Oppenhulis, der von Wasser, Wall und Graben umgeben war und auf einem befestigten Platz stand. Später wurde er Hof Schulze Frenking genannt. Heute befindet sich dort das Bürgerzentrum Appelhülsen.
1030 entstand in Appelhülsen eine der ältesten Kirchen Westfalens. Die Witwe des 1016 ermordeten Grafen Wichmann III. und ihre Tochter Vrederuna stiften nach dem Tod Wichmanns sieben Kirchen im Münsterland, darunter auch die erste Kirche in Appelhülsen.
Die Witwe hieß Reinmod (Reinmodis, Reginmoud, Richmod, Richtmoet) und gehörte zur Familie der lothringischen Grafen, aus der nach 1017 auch die Cappenberger hervorgegangen sind.
Nachdem der Frenkingshof in den Besitz des Stifts Alter Dom in Münster bei dessen Stiftung im 11. Jahrhundert gekommen war, entstand auf dem Grund dieses Hofes das Dorf.
In Appelhülsen sind drei ehemalige Adelssitze erhalten: Die Burgen Haus Groß-Schonebeck und Haus Klein-Schonebeck waren ursprünglich Sitze des Adelsgeschlechts Schonebeck. Haus Giesking gehörte den Kerckerinck zu Stapel und Droste zu Hülshoff.
Am 1. Januar 1975 wurde Appelhülsen durch das Münster/Hamm-Gesetz nach Nottuln eingemeindet.
Letzter Bürgermeister der selbstständigen Gemeinde Appelhülsen war Hugo Eberhardt von der Zentrumspartei.
In Appelhülsen liegt das Zentrum für Zauberkunst, in Form einer Stiftung betrieben durch die Zauberer Uwe Schenk und Michael Sondermeyer. Es beherbergt zahlreiche Zauberobjekte sowie ein Archiv und die Bibliothek des Magischen Zirkels von Deutschland mit 4200 Büchern. Schenk und Sondermeyer verfügen zudem über 10.000 Bücher und 22.000 Zeitschriftenausgaben zum Thema Zaubern.

## Verkehr

### Schienenverkehr

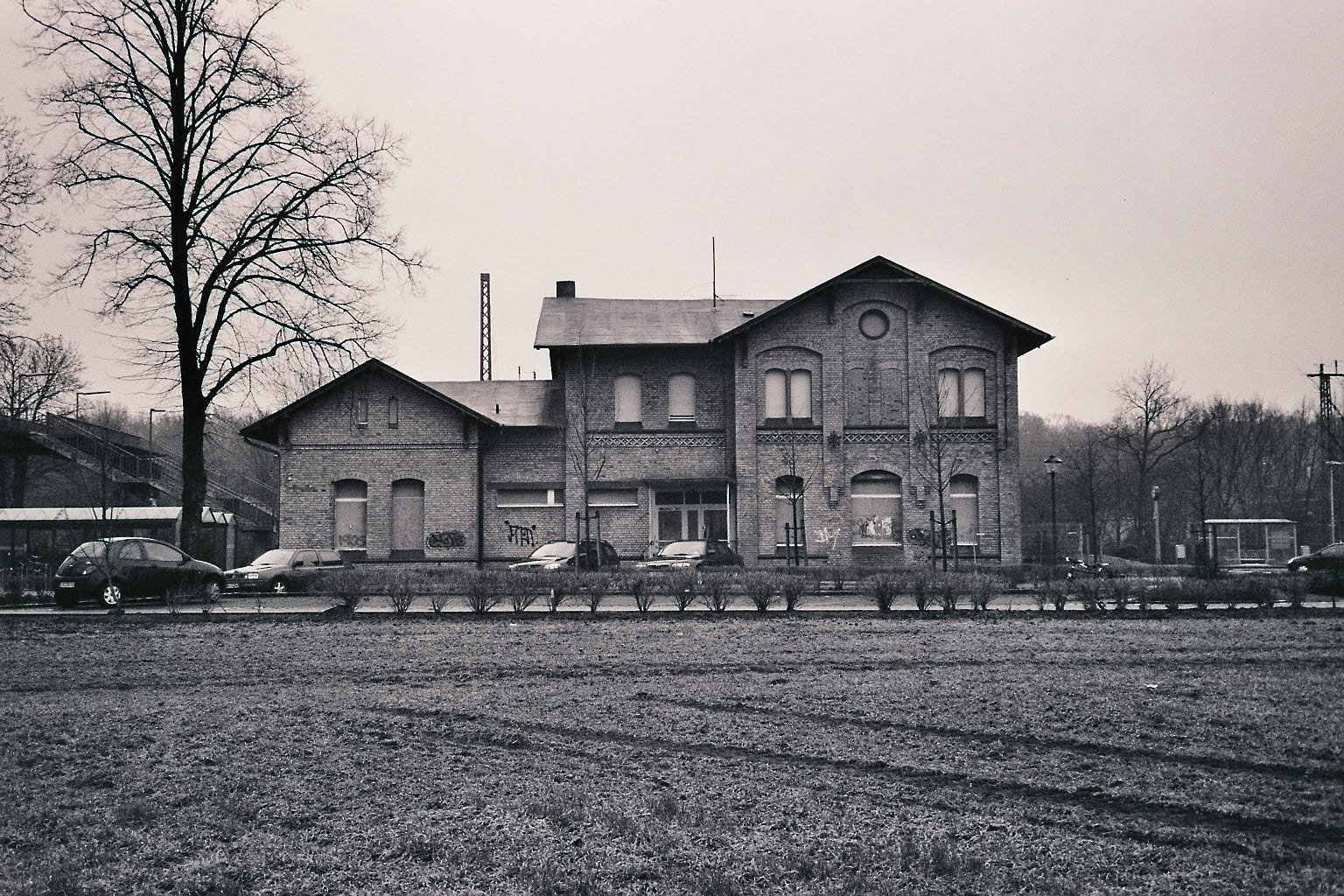
Der Bahnhof in Appelhülsen. Zu sehen ist das damals noch bestehende Empfangsgebäude

Vom Bahnhof Nottuln-Appelhülsen an der Bahnstrecke Wanne-Eickel–Hamburg verkehrt alle 30 Minuten der Niers-Haard-Express (RE 42) in Richtung Münster oder Essen. Stündlich wird diese Verbindung bis Mönchengladbach geführt. Das von der Köln-Mindener Eisenbahn-Gesellschaft erbaute historische Empfangsgebäude wurde im Januar 2007 durch den Orkan Kyrill schwer beschädigt und daher kurz vor Ostern 2007 abgerissen.

### Busverkehr
Neben dem Stadtbus C85 nach Nottuln und der Regionallinie 552 von Münster nach Dülmen macht in Appelhülsen auch der Nachtbus N8 Station:
| Linie | Verlauf | Takt                | Betreiber                   |
| ----- | --- | ------------------- | --------------------------- |
| N8    | Legden, Dorf Münsterland – Holtwick – Höven – Coesfeld Schulzentrum – Coesfeld – Darup – Nottuln – Appelhülsen – Münster (Westf) Hbf | 120 min (Sa auf So) | Regionalverkehr Münsterland |

## Sehenswürdigkeiten

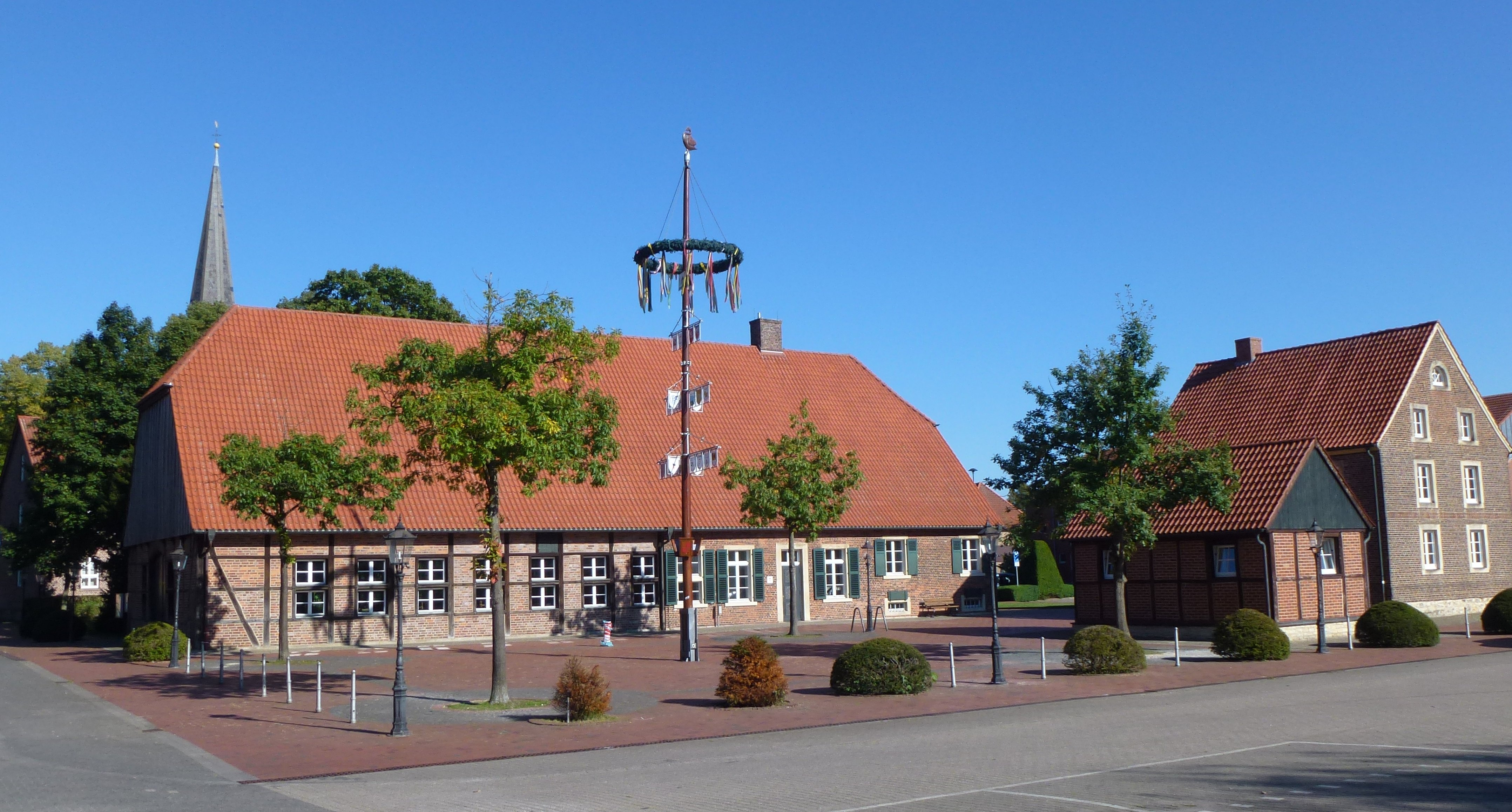
Schulze-Frenkings-Hof

- Friedenshaus und Gemeindezentrum der ev. Kirchengemeinde Nottuln
- Kath. Pfarrkirche St. Mariä Himmelfahrt
- Hof Schulze Frenking, heute Bürgerzentrum Appelhülsen
- Haus Giesking
- Haus Groß-Schonebeck
- Haus Klein-Schonebeck
- Photovoltaikpark; erster Photovoltaikpark dieser Größe in Nordrhein-Westfalen

## Söhne und Töchter
- Friedrich Castelle (1879–1954), völkischer Journalist und Schriftsteller
- Henry Rohlman (1876–1957), römisch-katholischer Geistlicher, Erzbischof von Dubuque